# Ermelinda (São Tomé)
Ermelinda é uma aldeia de São Tomé e Príncipe, localiza-se no Distrito de Caué, ilha de São Tomé, próxima às localidades de Vila José e Monte Carmo.